# For Your Entertainment (album)
For Your Entertainment è l'album di debutto del cantante statunitense Adam Lambert, secondo classificato nell'ottava edizione di American Idol.
L'album è stato pubblicato il 23 novembre 2009 negli Stati Uniti ed è stato anticipato dal singolo For Your Entertainment, che dà il titolo all'album.
Subito dopo la sua partecipazione ad American Idol, Lambert si è messo al lavoro sul suo album di debutto, a fianco di un importante team di produttori Greg Wells, Dr. Luke, Max Martin, Sam Sparro, Linda Perry e Ryan Tedder dei OneRepublic. La popstar Lady Gaga ha scritto la canzone Fever, all'album partecipano come autori anche Matthew Bellamy dei Muse, Rivers Cuomo dei Weezer e Justin Hawkins, ex voce e chitarrista dei The Darkness.
La canzone Time for Miracles è stata usata come tema principale della colonna sonora del film catastrofico 2012, diretto da Roland Emmerich.
L'album ha venduto 775,000 copie solo negli Stati Uniti e tutti i singoli dell'album hanno venduto complessivamente più di 4.2 milioni di unità nel mondo.
L'album è stato pubblicato in Italia il 1º giugno 2010.

## Tracce
1. Music Again (Justin Hawkins) - 3:16
2. For Your Entertainment (Claude Kelly, Lukasz Gottwald) - 3:35
3. Whataya Want from Me (Pink (cantante), Max Martin, Shellback) - 3:47
4. Strut (Adam Lambert, Kara DioGuardi, Greg Wells) - 3:30
5. Soaked (Matthew Bellamy) - 4:33
6. Sure Fire Winners (David Gamson, Alexander James, Oliver Lieber) - 3:33
7. A Loaded Smile (Linda Perry) -  4:04
8. If I Had You (Max Martin, Shellback, Savan Kotecha) - 3:48
9. Pick U Up (Rivers Cuomo, Greg Wells, Adam Lambert) - 4:10
10. Fever (Lady Gaga, Jeff Bhasker) - 3:26
11. Sleepwalker (Ryan Tedder, Aimee Mayo, Chris Lindsey) - 4:25
12. Aftermath (Adam Lambert, Alisan Porter, Ferras, Prince Ben, Ely Rise) - 4:26
13. Broken Open (Greg Wells, Adam Lambert, Evan "Kidd" Bogart) - 5:11
14. Time for Miracles (Alain Johannes, Natasha Shneider) - 4:43
15. Master Plan (iTunes bonus track e AdamOfficial Bonus track) - 3:21
16. Down the Rabbit Hole (iTunes bonus track) - 4:05

## Classifiche
| Paese             | Posizione massima |
| ----------------- | ----------------- |
| Australia         | 5                 |
| Austria           | 22                |
| Canada            | 7                 |
| Danimarca         | 30                |
| Europa            | 46                |
| Finlandia         | 4                 |
| Francia           | 106               |
| Germania          | 56                |
| Grecia            | 5                 |
| Nuova Zelanda     | 5                 |
| Paesi Bassi       | 25                |
| Portogallo        | 26                |
| Svezia            | 8                 |
| Svizzera          | 34                |
| Regno Unito       | 36                |
| USA Billboard 200 | 3                 |

### Classifiche di fine anno
| Classifica di fine anno (2010) | Posizione |
| ------------------------------ | --------- |
| Stati Uniti                    | 29        |